# 伊丽莎·麦卡德尔·约翰逊
伊丽莎·约翰逊 （1810年10月4日—1876年1月15日）是美国第17任总统安德鲁·约翰逊的妻子，1865年至1869年担任美国第一夫人，亦在1865年3月至1865年4月安德鲁就任美国副总统期间担任美国第二夫人。伊丽莎在担任第一夫人期间并不十分活跃，也一直没有引起公众的注意。她是美国历史上最早婚的第一夫人，16岁时就和安德鲁成婚。
伊丽莎为安德鲁的早期职业生涯做出了巨大贡献，辅导他改善写作水平，鼓励他加强演讲技巧并争取担任公职。不过伊丽莎并不热衷于参与政治社交活动，在安德鲁就任期间，她一直在家中闲居。南北战争期间，她因丈夫效忠于联邦而被迫离家出走。她一生中的大部分时间都饱受肺结核的折磨，也因此她很少参与社交活动。
伊丽莎在成为第一夫人后将对外事务托付给她的女儿玛莎·约翰逊·帕特森（Martha Johnson Patterson）处理。伊丽莎虽然在担任第一夫人期间仅公开露面两次，但她在安德鲁任职期间为其提供过很多帮助。安德鲁卸任后，伊丽莎与家人回到故乡过着平淡的退休生活。伊丽莎在安德鲁去世六个月后逝世，与丈夫合葬于安德鲁·约翰逊国家公墓。

## 早年经历
1810年10月4日，伊丽莎·麦卡德尔于出生于田纳西州格林维尔。:108:116她是鞋匠兼旅馆老板约翰·麦卡德尔和莎拉·菲利普斯的独生女。:116伊丽莎年幼时，全家搬到了田纳西州的沃伦斯堡，但在她父亲去世后又回到了格林维尔。:191伊丽莎由寡居的母亲抚养长大，母亲靠织布维持生计，并教她读书写字。:116伊丽莎曾上过学，也接受过一些基本的教育，据信她曾就读于格林维尔的雷亚学院。:203
1826年9月，伊丽莎在安德鲁·约翰逊一家搬到格林维尔后和安德鲁相识。据说她第一次见到安德鲁·约翰逊是在与朋友聊天时，当她表示对这位裁缝学徒感兴趣时，她的朋友们都嘲笑她。:191:131–132伊丽莎和安德鲁几乎是一见锺情。安德鲁一家没过几个月就离开了格林维尔，直到1827年安德鲁返回之前，伊丽莎一直和安德鲁保持着书信往来。1827年5月17日，他们在亚伯拉罕·林肯的表亲莫迪凯·林肯的主持下成婚。:117:191–193伊丽莎结婚时年仅16岁，是所有美国第一夫人中结婚年龄最小的一位。:117:231安德鲁和伊丽莎结婚后搬进了一栋两室一厅的房子，并将其中一个房间用作裁缝店。:130
伊丽莎给安德鲁提供了大部分的教育，:117有一种说法认为她还教安德鲁读书写字。:193约翰逊夫妇共育有五个孩子，分别是1828年出生的长女玛莎，1830年出生的二子查尔斯，1832年出生的三女玛丽，1834年出生的四子罗伯特以及1852年出生的幺子小安德鲁。伊丽莎有了孩子后就将大部分精力都投入在家务上，裁缝店则交给安德鲁经营。:1171831年，他们购买了一栋比原先大一些的住宅和一个独立的店铺。1851年，他们又搬到了更大的住所。:193

## 政治家之妻

### 南北战争之前
在伊丽莎的鼓励下，安德鲁开始谋求政治职位。伊丽莎在安德鲁早期的政治生涯中发挥了重要作用，例如辅导他提高演讲技巧方面的能力。:231随着安德鲁的政治地位逐步上升，伊丽莎选择避开以一位政治家妻子的身份参与社交活动。此时安德鲁家中尚有八到九名奴隶，但伊丽莎是如何看待这些奴隶尚不得而知。:232伊丽莎的孩子们在此期间也逐渐长大成人，她乐意看到孩子们开始着手建立自己的家庭，:232但她也对两个儿子的酗酒成命而倍感压力。
伊丽莎在家中一直负责管理包括多项投资在内的家庭财务。:203伊丽莎虽然每次安德鲁出差时都没有随行，但她也在用诸如帮助他发表演讲等方式去帮助和鼓励安德鲁。:118伊丽莎患有肺结核，这导致在随后的几年里她的健康状况一直都时好时坏，但从未没有完全康复的迹象。1860年，她带着儿子们来到华盛顿特区，一直待到次年南北战争爆发。:194

### 南北战争爆发
南北战争爆发期间，安德鲁一直是居住在美利堅聯盟國的联邦支持者。:118伊丽莎在联盟军占领华盛顿后被迫离开，安德鲁的住宅被联盟军占领后她又搬迁到女儿玛丽的农场。1862年5月，伊丽莎被聯盟政府命令在36小时内搬出聯盟國境内，在她回答政府说“我暂时无法遵守这一要求”后又获批5个月的时间。:204
伊丽莎最终还是踏上了为期三周的田纳西州纳什维尔之旅，她在旅程过程中常因身为联邦支持者参议员的妻子而饱受骚扰和威胁。这次旅途严重影响了她的健康，但她还是在纳什维尔与近一年未见的丈夫相聚了。:204伊丽莎在团聚之后开始向北旅行，在没有人护送的情况下穿过聯盟國的防线，前往俄亥俄州和印第安纳州看望她的孩子们。1863年5月，伊丽莎返回到纳什维尔。同年约翰逊夫妇的二子查尔斯（Charles）误摔下马后丧生。:195她居住在纳什维尔的这段时间里压抑得几乎缓不过气，也很少和安德鲁相见，尤其是在他宣布参加1864年总统大选之后。:233
1865年3月，安德鲁成功当选为美国副总统。:195亚伯拉罕·林肯总统遇刺身亡后，安德鲁顺位就任美国总统。:109安德鲁的上任对伊丽莎造成了十分严重的影响，她开始担心安德鲁也会像亚伯拉罕·林肯那样遭遇刺杀；她的女儿玛莎也在一封信中形容她“几乎精神错乱”。:203她对自己成为美国第一夫人而感到悲哀，并拒绝承担白宫女主人的职责。:109

## 美国第一夫人
1865年8月6日，伊丽莎带着她尚存活的子女、女婿戴维·帕特森以及孙子孙女抵达华盛顿。:119:196伊丽莎选择居住在白宫二楼总统办公室正对面的一个房间。:129伊丽莎由于健康状况不佳，无法有效地履行第一夫人的职责，因此她大部分时间都待在卧室里，将社交琐事交付给了女儿玛莎处理。:196伊丽莎虽然不喜欢成为美国第一夫人，但她很享受这段全家人住在一起的生活。:109
伊丽莎担任第一夫人期间仅公开露面两次：一次是1866年为夏威夷女王艾玛举行的庆典，另一次是1868年为总统六十大寿举行的儿童舞会。:120她在这两次活动接待客人时都没有起身。:131伊丽莎在担任第一夫人期间还收到了许多公众的来信，这些信件往往要求她给予政治上的帮助或接触总统的机会。伊丽莎的信件由玛莎和白宫工作人员管理。伊丽莎虽然在公开场合并不活跃，但在一些人的帮助下，她还是能够定期与家人一起参加活动。:197
伊丽莎在白宫时常练习缝纫和编织，还阅读了大量书籍。:119–120伊丽莎每天都会在白宫的官邸里转转，看看丈夫和工作人员，或者陪陪孙子孙女。:198伊丽莎与白宫的工作人员关系密切，将他们视为“家庭成员”。:205伊丽莎经常进行慈善事业，包括为马里兰州巴爾的摩和南卡罗来纳州查尔斯顿的孤儿院捐款。:233伊丽莎在担任第一夫人期间还经常旅行，例如1867年她访问了波士顿、纽约和费城等城市。:198
伊丽莎并不积极参与政治活动，但在安德鲁执政期间她一直在背后给予了其全力支持。安德鲁总统每天早上都会去拜访伊丽莎并征求她的意见。:119伊丽莎会定期关注报纸上对总统的报道，剪下她认为值得总统关注的事情。她每天都对这些报道进行分类，晚上给总统看对他的正面报道，第二天早上给他看负面报道。:57
伊丽莎时常会协助安德鲁发表演讲，防止他因脾气暴躁而失控。:120由于林肯遇刺事件，伊丽莎在安德鲁任职期间一直都对他的安全而忧心忡忡。:119她尽管饱受疾病折磨，仍会在某些方面照顾安德鲁，为他挑选衣着，确保他对饮食感到满意。:129伊丽莎虽然并不喜欢住在白宫，但也很高兴安德鲁的任期能够平稳结束。:131

## 晚年生活和逝世
1869年3月，安德鲁夫妇回到了格林维尔。1869年4月，四子罗伯特自杀身亡。:199伊丽莎的晚年生活和担任第一夫人时相比更加清静，她能够经常和儿女们居住在一起，有时也会私自外出旅行。:234:120–1211875年安德鲁当选美国参议员后，伊丽莎的健康状况开始恶化，她便搬到女儿玛丽家疗养。1875年7月31日，安德鲁去世，伊丽莎因健康状况不佳和过于悲痛而未能参加葬礼。:1211876年1月15日，伊丽莎逝世，与丈夫合葬于安德鲁·约翰逊国家公墓。:121:234

## 影响
伊丽莎是美国历史上最不活跃的美国第一夫人之一，她在任职期间对政治和社交等方面几乎没有发挥什么作用，也没有对美国第一夫人这一职位进行过任何有意义的改革，她的影响力仅限于作为一名教育家和丈夫的顾问。:121:200历史学家普遍认为伊丽莎不善言辞，无法胜任第一夫人的角色，但也承认她是安德鲁的得力智囊伙伴。安德鲁的声誉虽然在20世纪中大不如前，但伊丽莎的声誉却基本没有受到影响。:234–235伊丽莎的私人文件由于南北战争已经遗失，目前伊丽莎现存的大部分资料都记录于安德鲁的文件中。:230:2001982年，锡耶纳学院研究所的历史学家在对42位美国第一夫人的民意调查中，伊丽莎排名第21位。
伊丽莎重新启用了19世纪美国第一夫人常用的做法，即让一位年轻的代理人履行她的大部分职责。伊丽莎之所以避免公众的关注，可能因为她的前任因为高度参与政治遭到了猛烈的批评，而安德鲁在总统任上又备受争议，因此她担心遭到类似的批评。:56伊丽莎在任期结束时，由于与公众的接触有限，因此被公众形容为“几乎是一个传说”。:57